# Mittersee (Schafberg)
Der Mittersee, auch Grünsee, ist ein kleiner Bergsee im Salzkammergut im Gemeindegebiet von Sankt Gilgen und St. Wolfgang im Salzkammergut. Die Gemeindegrenze verläuft mittig durch den See. Diese ist auch die Grenze der Bundesländer Oberösterreich und Salzburg. Der See liegt am Nordfuß des Schafbergs auf rund 1386 m ü. A. Der Mittersee befindet sich im Besitz der Österreichischen Bundesforste.

## Beschreibung
Der Mittersee ist ein abflussloser Trogsee und hat keine dauernden oberirdischen Zu- und Abflüsse. Der
See wird wahrscheinlich hauptsächlich von Schmelzwasser gespeist. Geröllhalden reichen bis an das Westufer. Die Ufer sind steinig, nur im Südosten ist es schlammig.

## Geologie
Der Mittersee liegt in einer Geländemulde aus Plattenkalk, auf diesem haben sich Moränenreste gesammelt, die den Untergrund des Sees abdichten.

## Flora und Vegetation
Im See wächst das in Oberösterreich und Salzburg seltene Langblättrige Laichkraut (Potamogeton praelongus). Am Grund wachsen Armleuchteralgen. Das Westufer ist teilweise mit Gras und Bäumen bewachsen, sonst reicht ein Mischwaldbestand bis ans Ufer.

## Limnologie
Der See ist nur gering und natürlich belastet, wobei der Nährstoffeintrag im Wesentlichen durch das den See speisende Schmelzwasser und diffuse Wasserzutritte am Ufer erfolgen dürfte. Das Seewasser hat mit 3,6 °dH einen geringen Härtegrad und die Leitfähigkeit beträgt 101 µS. Der pH-Wert beträgt 9,3.